# 14190 Soldán
(14190) Soldán, denumire internațională (14190) Soldan, este un asteroid din centura principală de asteroizi.

## Descriere
14190 Soldán este un asteroid din centura principală de asteroizi. A fost descoperit pe 15 decembrie 1998 la Observatorul Kleť de Miloš Tichý și Zdeněk Moravec
. Asteroidul prezintă o orbită caracterizată de o semiaxă mare de 3,03 ua, o excentricitate de 0,09 și o înclinație de 4,6° în raport cu ecliptica.